# Kloster, Hedemora kommun
För andra betydelser, se Kloster (olika betydelser).
Kloster är en ort i Husby socken i Hedemora kommun i Dalarnas län. Kloster klassades av Statistiska centralbyrån fram till och med 2005 som en småort, men miste den statusen 2010 när folkmängden hade sjunkit under 50 personer. Vid avgränsningen 2020 klassades orten åter som småort för att mista den statusen 2023.  Klosters bruk är ett av besöksmålen på Husbyringen.

## Historia
Kloster hette ursprungligen Riddarhyttan och fick sitt nuvarande namn av Gudsberga kloster. Redan på 1400-talet fanns ett järn- och ett kopparbruk på platsen. I mitten av 1700-talet anlades här Sveriges största krutbruk. Klosters bruk gav i sin tur namn till järnverket Klosterverken, som byggdes upp i Långshyttan. I dag heter företaget Erasteel Kloster AB. Klosters bruk lades ned 1888. Under brukets storhetsperiod bodde och arbetade cirka 900 personer på orten.
På klosters bruk var Gustaf de Laval verksam. Han uppfann lavalmunstycket och gjorde prototypen till mjölkseparatorn i sin smedja på orten. Han bidrog till den lokala stålindustrins framväxt främst genom en silbotten för bessemerkonvertrar och en apparat för galvanisering av järnplåt.
Krutbruket var i drift 1741–1871 och var på 1760-talet det största i Sverige. I dag finns två krutmagasin kvar, på Mjölnarbacken och Skansbacken. Klosters bruksmuseum är inrymd i gamla bruksstallet. 
I Kloster fanns även en kooperativ handelsförening mellan 1850 och 1966. Den gamla butiken står kvar som ett minne över epoken.
På 1800-talet anlades en park intill herrgården i tysk stil (källa?) vilken har restaurerats 2019 och är öppen för allmänheten på sommaren ca kl 10-16. I samband med detta har även en äppellund planterats.

## Klosters herrgård
Klosters herrgård, där brukspatronen bodde, är i dag en Bo på lantgård. Den nuvarande mangårdsbyggnaden är uppförd i början av 1900-talet, men tidigare låg ett större tvåvåningshus på platsen.

## Bilder

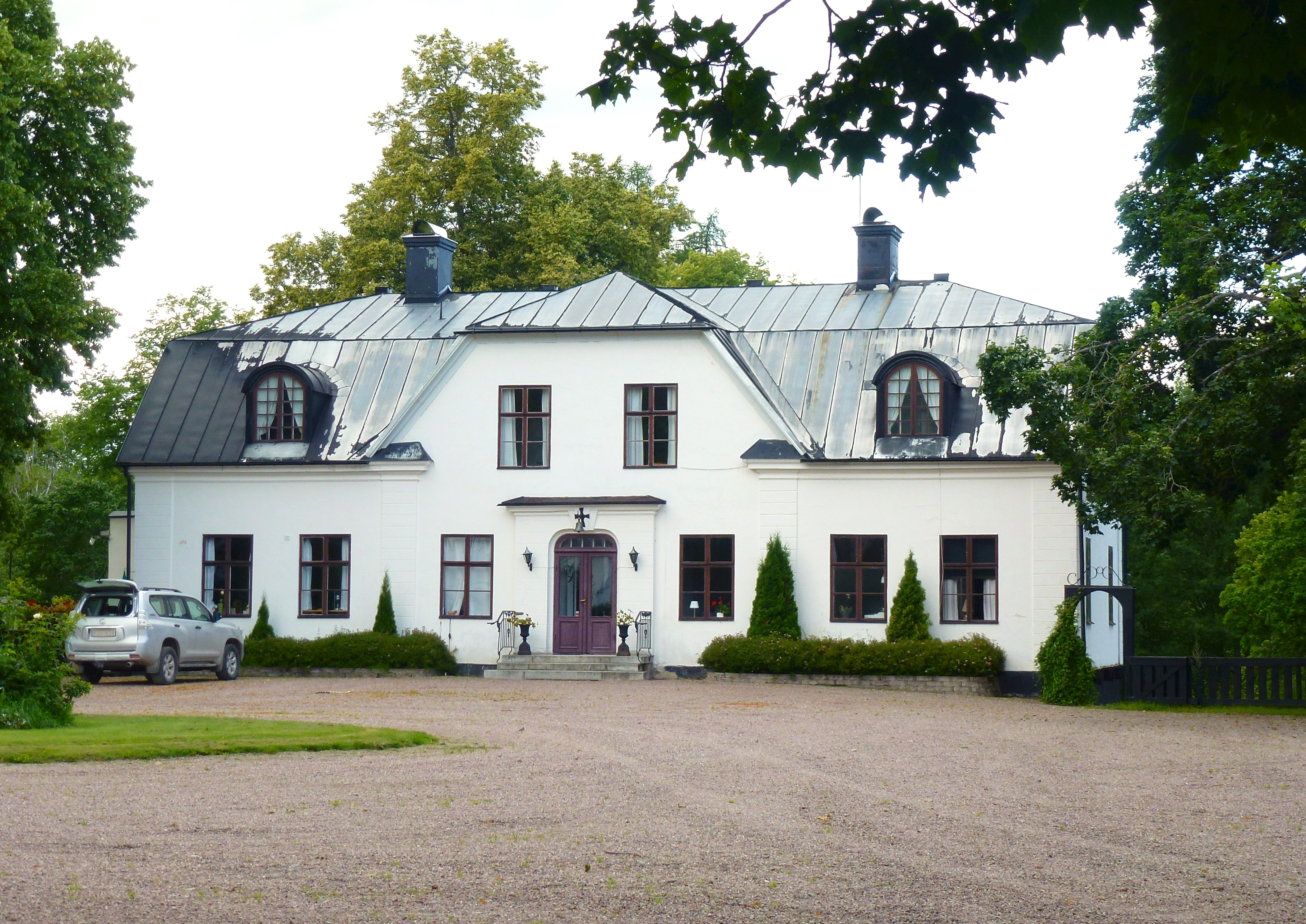
Klosters herrgård.
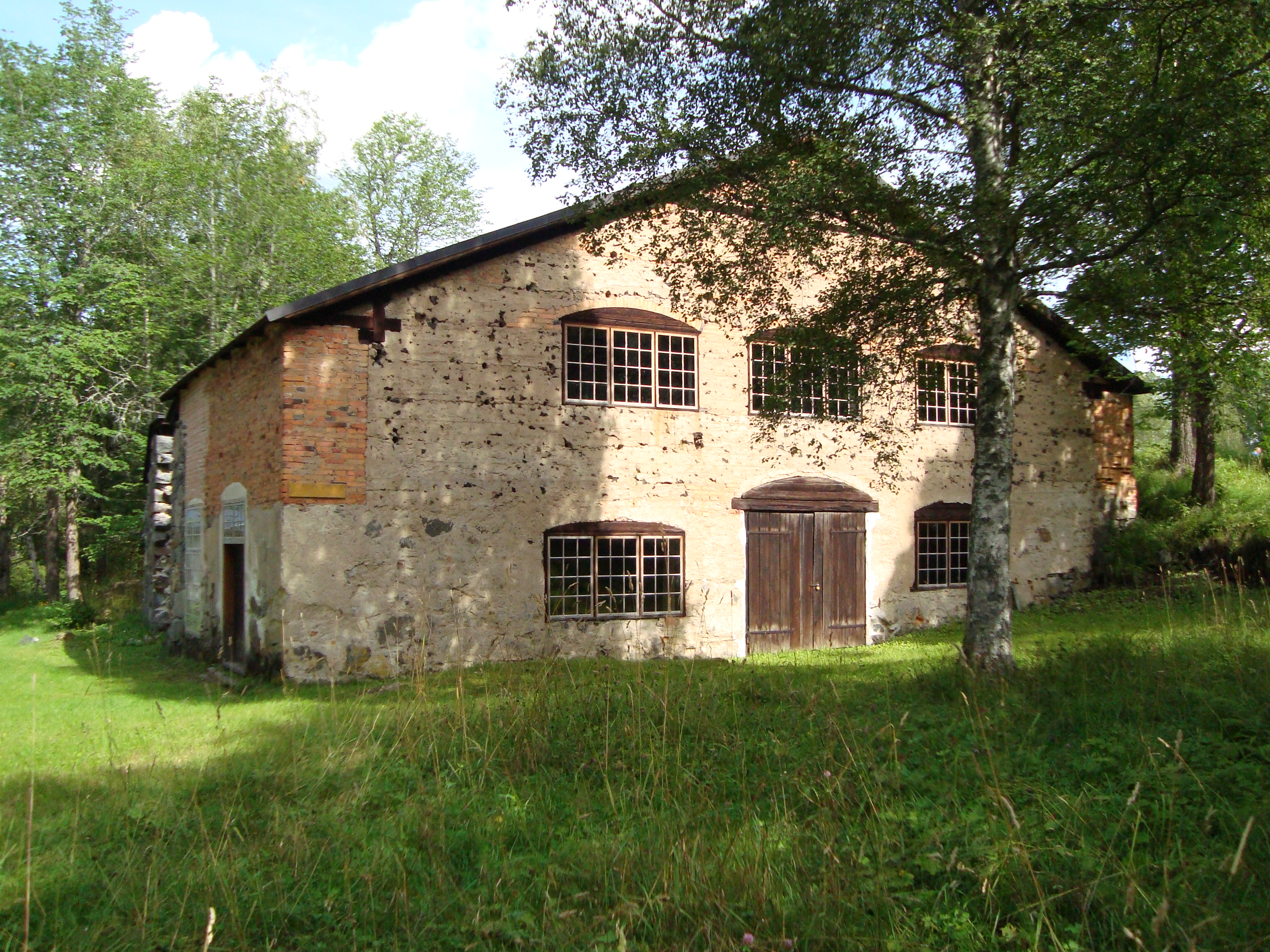
De Lavals smedja.
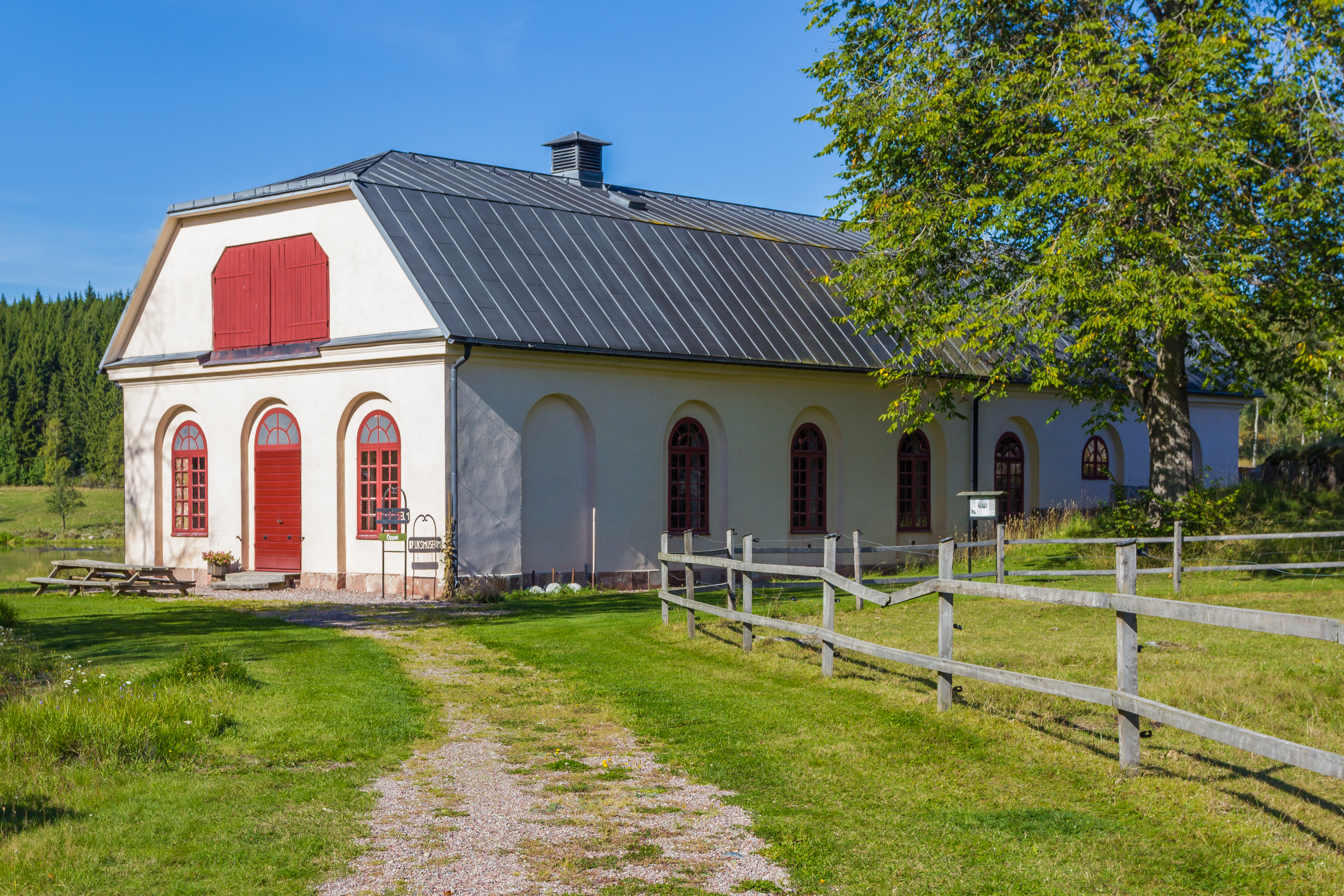
Klosters bruksmuseum.
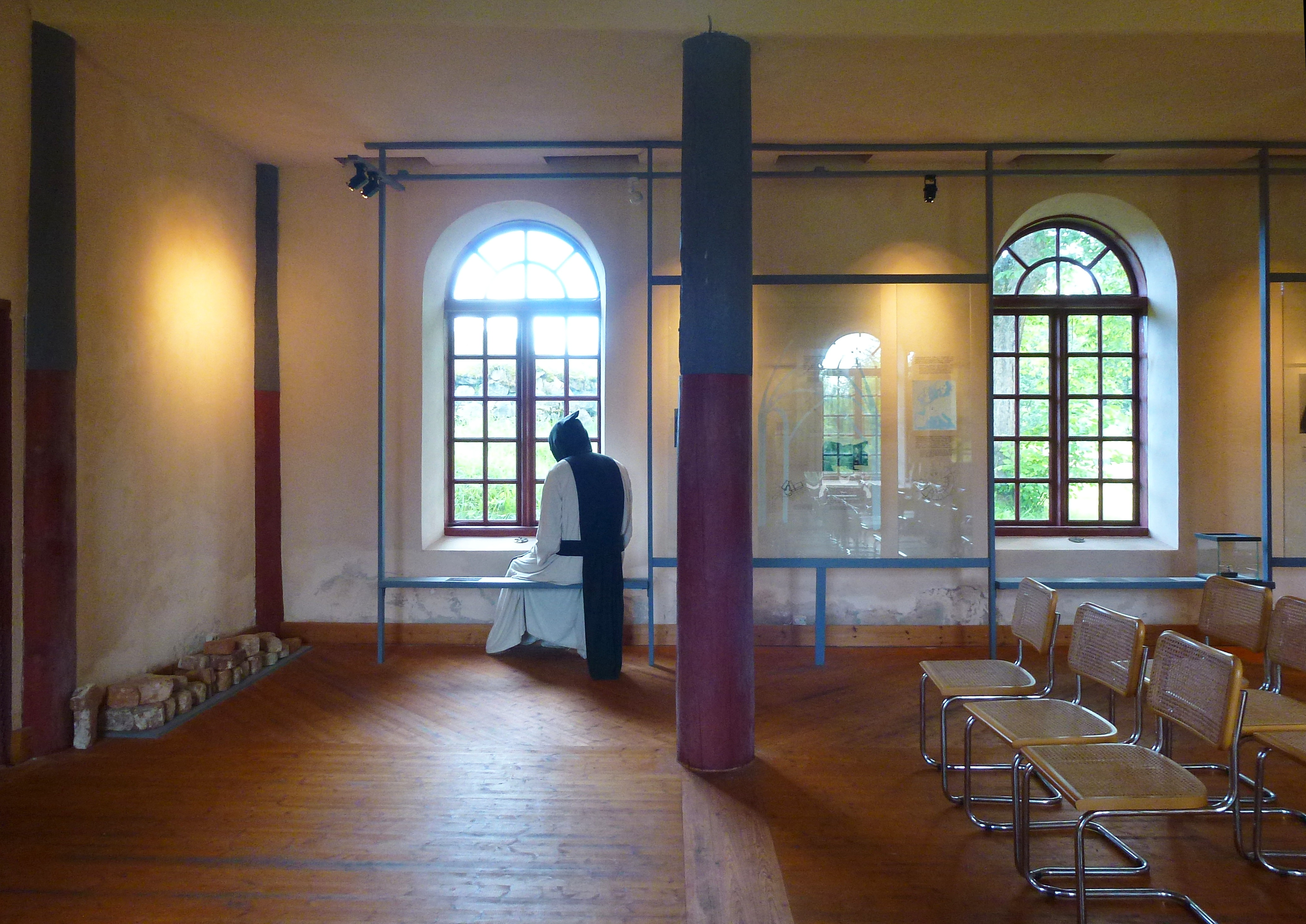
Klosters bruksmuseum 2015.